# Rather von Verona

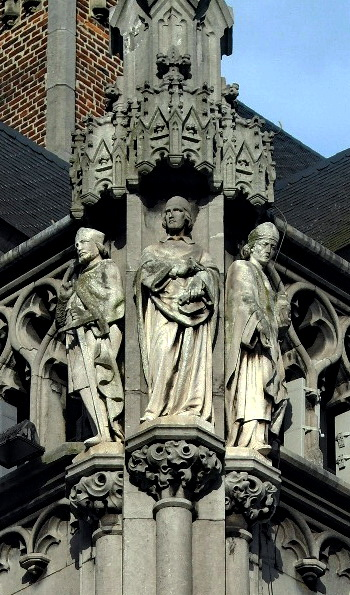
Rather (Mitte), Palais Provincial, Lüttich

Rather von Verona, lat. Ratherius, (* um 887 bei Lüttich; † 25. April 974 in Namur) war Lehrer, Abt von Lobbes (953–955), dreimal Bischof von Verona (931–934; 946–948; 961–968) und Bischof von Lüttich (953–955).

## Leben

### Werdegang, zweimaliges Scheitern als Bischof von Verona
Rather war von adeliger Abstammung und zuerst Benediktineroblate, dann Mönch in Lobbes unter Abt Hilduin . Diesem folgte er 926 an den Hof Hugos I. von Italien, von dem er 931 auf Betreiben Papst Johannes XI. als Nachfolger seines Abts, der als Erzbischof nach Mailand ging, zum Bischof von Verona berufen wurde. Rather überwarf sich jedoch bald mit dem König und wurde von diesem wegen seiner positiven Haltung gegenüber Arnulf dem Bösen nach dem Scheitern des Feldzuges Arnulfs in Italien bereits 934 in Pavia festgesetzt, anschließend 936 bis 939 in die Verbannung nach Como geschickt. Das Bistum ging indessen an den Mailänder Erzbischof Manasse.
Nach seinem Freikommen verdingte sich Rather vorübergehend als Wanderlehrer in der Provence und kehrte schließlich 944 in sein Kloster im Hennegau zurück. 946 gab Hugo ihm sein Bistum Verona zurück. Diesmal entzweite Rather sich mit Adel und Klerus sowie Hugos Sohn und Nachfolger als König, Lothar II., worauf er schon 948 unter dem Druck seiner Gegner, nach Rathers eigener Darstellung allen voran der Veroneser Graf Milo, wiederum das Feld räumen musste – Rather schreibt weiter, seine Enthebung durch Lothar sei erfolgt, um schlimmere Gefahren für ihn selbst abzuwenden, die ihm vom intrigierenden Grafen gedroht hätten. Eine Zeit lang bemühte er sich von Deutschland aus vergeblich, sein Amt zurückzugewinnen; als Manasse das Bistum 950 an Milo verkaufte, führte ihn sein Weg wiederum ins Lobbeser Kloster.

### Episkopate in Lüttich und wiederum Verona, Rückkehr ins Mönchsleben

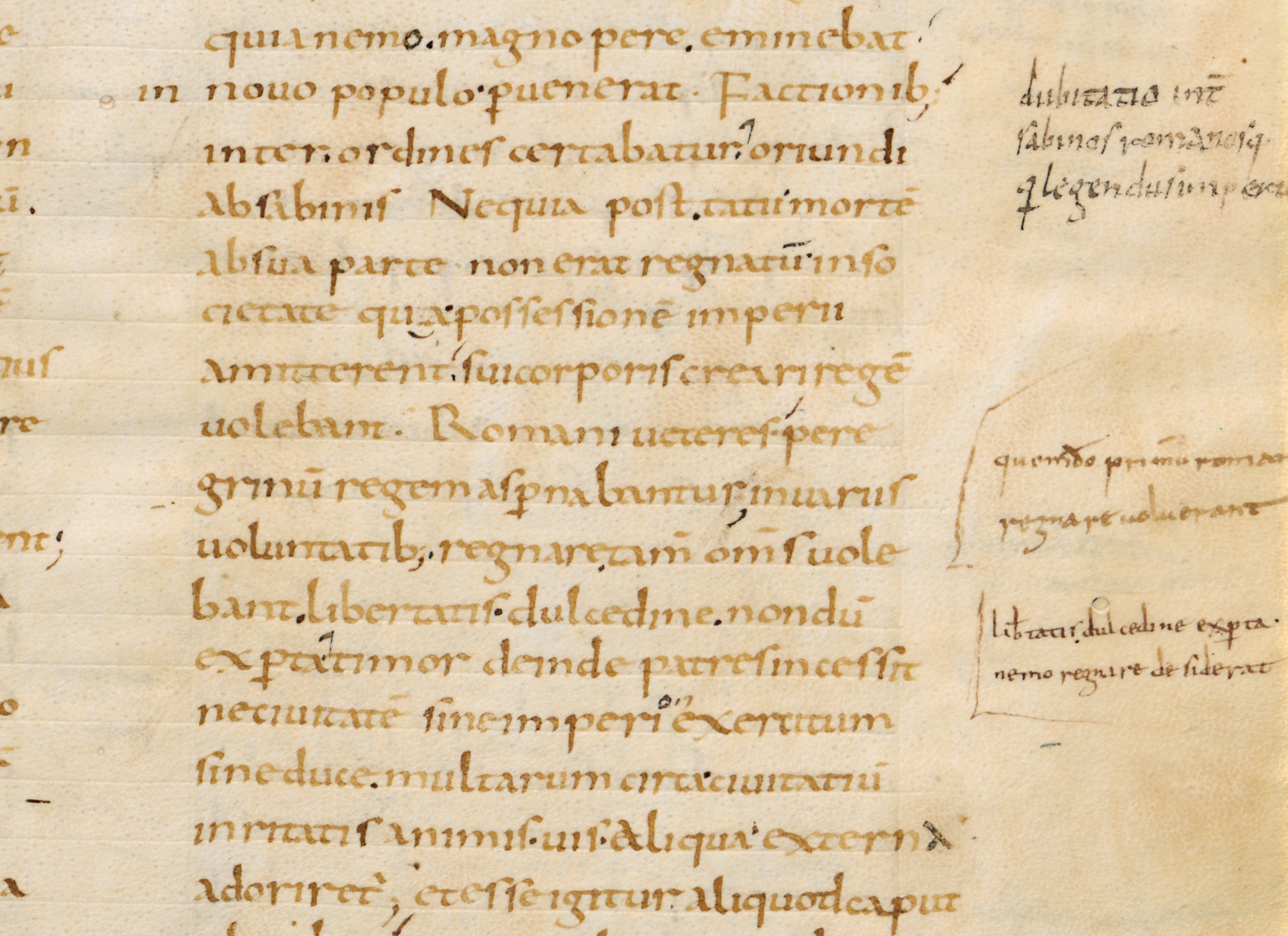
Eigenhändige Randbemerkungen Rathers in einer Livius-Handschrift des 10. Jahrhunderts. Florenz, Biblioteca Medicea Laurenziana, Plut. 63.19, fol. 7r

952 folgte Rather einem Ruf Ottos I. an dessen Hof, um als Lehrer von Ottos jüngerem Bruder Brun (* 925) zu wirken. Brun wurde 953 Erzbischof von Köln, Rather indessen erhielt im September desselben Jahres zum Lohn den Episkopat von Lüttich. Dort traf er allerdings auf den Widerstand des Hennegauer Grafen Reginars III. und anderer Adeliger, wodurch Rather wiederum bewogen wurde, sein Amt schon im März 955 zu quittieren und an den Hof des Erzbischofs Wilhelm von Mainz zu ziehen, eines von Ottos Söhnen. Vorübergehend wurde er Abt des Benediktinerklosters Aulne.
Gegen Dezember 961 setzte ihn sein Förderer Otto, zum zweiten Mal auf Heereszug in Italien, wieder als Bischof des strategisch wichtigen Verona ein, nachdem er den als Bischof eingesetzten gleichnamigen Neffen Graf Milos aus dem Amt gezwungen hatte. Dort lag Rather im Streit mit dem Klerus wie dem Adel, was Kaiser Otto, mit dem Rather 967 die Synode von Ravenna besuchte, bewogen haben mag, am 5. November des Jahres eine besondere Schutzerklärung (egenus et advena) auszustellen. Dennoch zwangen Rechtsstreitigkeiten, auch mit seinem eigenen Domkapitel, den Bischof schon im Herbst 968 aus dem Amt. Rather kehrte in seine Heimat zurück, scheiterte dort als Klosterreformer: Nachdem er 970/971 nochmals Abt von Lobbes gewesen war, verbrachte er seinen Lebensabend in der Aulner Abtei.

## Werk
Rather gilt als stilistisch eigenwilliger Verfasser v. a. autobiographischer Reflexionen, in denen er Betrachtungen im Geiste jener ernsten, mönchischen Frömmigkeit anstellt, die ihn im Kampf gegen den prunksüchtigen Klerus seiner Zeit auszeichnete. Darüber hinaus befasste er sich mit Philologie und Kalligraphie. Ferner sind Heiligenviten, Predigten, Briefe, Urkunden usw. von seiner Hand überliefert.

### Wichtigste Schriften
- Praeloquia (Schrift zur Morallehre)
- Phrenesis
- Conclusio deliberativa
- Excerptum ex dialogo confessionali
- Qualitatis coniectura
- Vita S. Ursmari

### Editionen
- Fritz Weigle: Die Briefe des Bischofs Rather von Verona, Weimar 1949 (MGH Die Briefe der deutschen Kaiserzeit 1)
- Raterio di Verona, Qualitatis coniectura, edizione critica, traduzione e commento a cura di Benedetta Valtorta, Firenze, SISMEL - Edizioni del Galluzzo 2016 (Edizione Nazionale dei Testi Mediolatini d'Italia, 39)